# Reimarochloa aberrans
Reimarochloa aberrans là một loài thực vật có hoa trong họ Hòa thảo. Loài này được (Döll) Chase miêu tả khoa học đầu tiên năm 1911.